# Geografia do Senegal

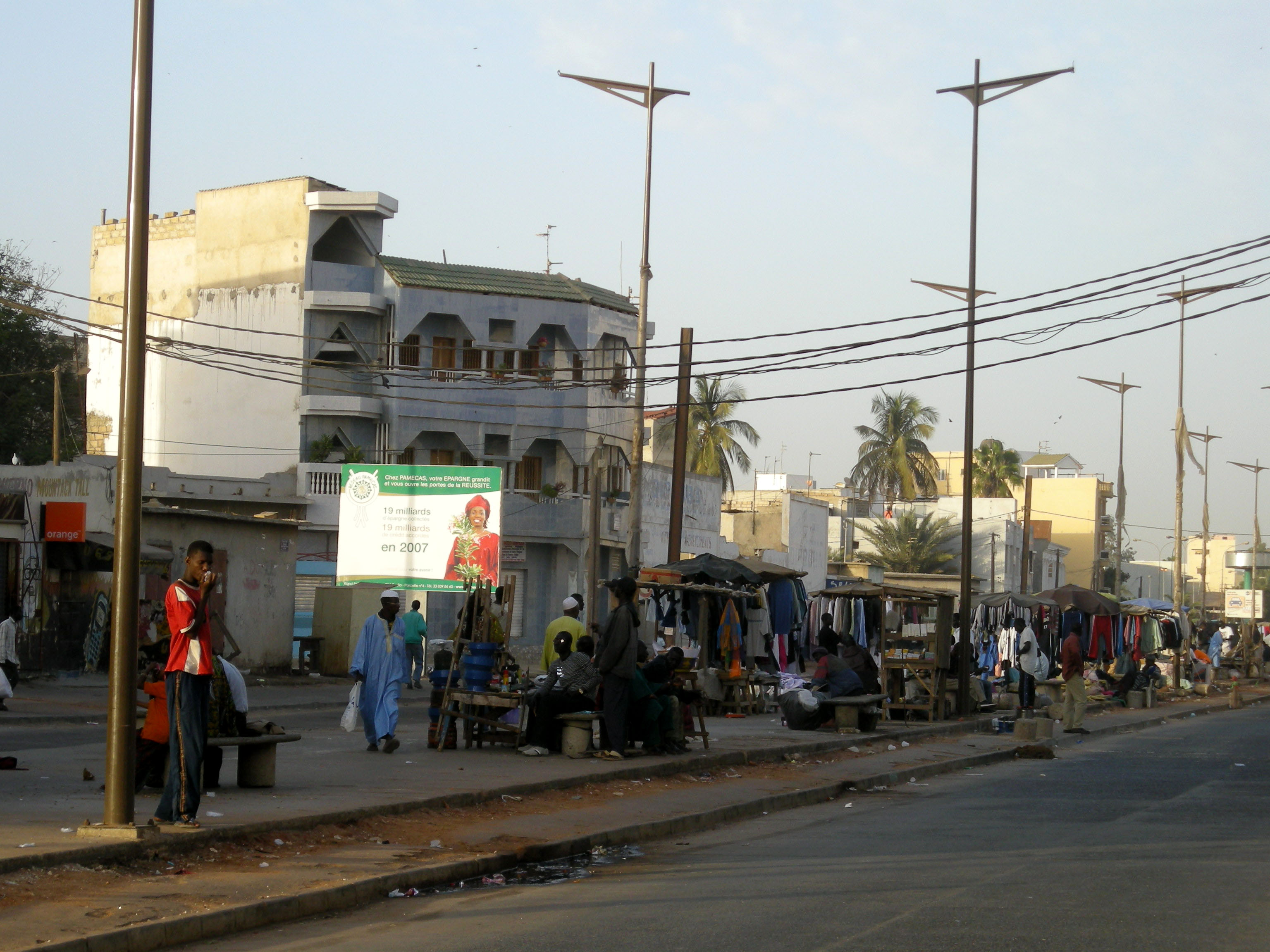
Dakar, a capital do país

A distância do litoral do Senegal é da ordem de 500 km de extensão. O litoral do Senegal tem as menores altitudes do continente e se estende em linha reta. As cercanias dunares da foz do rio Senegal até a Península de Cabo Verde formam o litoral do Senegal. A Península do Cabo Verde é um antiga ilha que faz a união ao continente por um cinturão feito de areia. É na península de Cabo Verde que é encontrada a capital, Dakar. Dakar se localiza na extremidade ocidental da África. Desde o local onde deságua o rio Salum, o litoral é formado por recortes e pântanos. Nessa parte do Senegal existem manguezais em grande quantidade.
Uma planície dotada de sedimentos forma o território do Senegal em sua maioria. Apenas na região sudeste ocorre o aparecimento de uma plataforma de origem pré-cambriana. No maciço de Futa Jalom as elevações são superiores a 500 metros. O maciço de Futa Jalom se localiza na fronteira do Senegal com a Guiné. As temperaturas são dotadas de elevação. Há escassez de precipitações na quase totalidade do território. Em relação às escassas precipitações é registrada anualmente um estação úmida dotada de encurtamento. Isso dá a determinação à fraqueza de uma vegetação de savana seca. Essa formação vegetal se localiza no deserto de Ferio. Já o deserto de Ferio, por sua vez, está localizado no norte do Senegal. No sul, mais precisamente no vale do rio Casamance há queda de chuvas de grande abundância. As chuvas do rio Casamance dão permissão ao fato de existir um bosque tropical.
O clima do Senegal muda de árido para tropical. Existem duas estações de maior importância. São elas: a seca e a úmida. A variação de precipitação pluviométrica vai de 350mm ao norte até 1.500mm ao sul. Durante a estação chuvosa, há frequência de tornados. Em Dakar, a oscilação de temperatura vai de 18ºC até 27ºC em janeiro. Já, em agosto a variação de temperatura de 25°C até 33°C. De janeiro até maio, o harmatã se move com soprada no sentido leste-nordeste. O harmatã é um vento.
O rio Senegal nomeia o país. O rio Senegal, propriamente dito, é próprio para a navegação na época da enchente. Esse fenômeno natural permite navegar de Saint-Louis, na foz, até Kayes, no Mali. O Falémé é um afluente do Senegal. O rio Falémé delimita o Senegal e o Mali na maioria do caminho que percorre. Os demais rios que têm foz no Oceano Atlântico ao sul de Dakar são o Siné e o Salum. O desaparecimento dos rios Siné e Salum ocorre durante a estação seca. Já, o Gâmbia e o Casamance têm grande extensão e navegabilidade nas imediações da foz.
A fauna do Senegal tem mamíferos dotados de grandeza, como elefantes, antílopes, leões, panteras e hienas. A distribuição geográfica desses mamíferos reside no interior do país. Enquanto isso, nos vales dos rios Gâmbia e Casamance vivem uma grande quantidade de espécies de macacos. Com igual abundância vivem os répteis, especialmente pítons, cobras e demais serpentes dotadas de veneno. Crocodilos, hipopótamos e tartarugas são habitantes dos rios. As águas dos rios também têm grande quantidade de peixes e crustáceos.